# Jean-Marie Lafontaine
Jean-Marie Lafontaine (* 4. April 1923 in Montreal; † 3. Juni 1981 ebenda) war ein kanadischer römisch-katholischer Geistlicher und Weihbischof in Montréal.

## Leben
Jean-Marie Lafontaine empfing am 22. Mai 1948 durch den Erzbischof von Montréal, Joseph Charbonneau, das Sakrament der Priesterweihe für das Erzbistum Montréal.
Am 18. April 1979 ernannte ihn Papst Johannes Paul II. zum Titularbischof von Ursona und zum Weihbischof in Montréal. Papst Johannes Paul II. spendete ihm am 27. Mai desselben Jahres im Petersdom die Bischofsweihe; Mitkonsekratoren waren der Substitut des Staatssekretariates des Heiligen Stuhls, Kurienerzbischof Eduardo Martínez Somalo, und der Sekretär der Kongregation für die Evangelisierung der Völker, Kurienerzbischof Duraisamy Simon Lourdusamy.
Lafontaine starb im Juni 1981 im Alter von 58 Jahren in Montreal und wurde in der Kathedrale Marie-Reine-du-Monde de Montréal beigesetzt.